# La Quemada
La Quemada es una zona arqueológica que autores del periodo colonial como fray Juan de Torquemada y Francisco Javier Clavijero asociaron, con base en la historia oral indígena, con el mítico Chicomóztoc o "Lugar de las Siete Cuevas", punto de origen o punto de descanso de las migraciones nahuas que llegaron del norte al centro de México y que han sido asociadas a la cultura mexica. 
Este sitio arqueológico se localiza en el municipio de Villanueva, en el estado de Zacatecas, a 56 kilómetros al sur de la ciudad de Zacatecas sobre la carretera federal número 54 Zacatecas-Guadalajara, México.
Sobre el nombre de esta zona arqueológica las referencias no son claras, la historia tiene dos versiones; los conquistadores españoles observaron las ruinas quemadas, le llamaron así y posteriormente la hacienda dueña del terreno del sitio y predios cercanos, tomaría este nombre. La segunda versión sugiere que la hacienda se incendió y recibió el nombre de "La Quemada", por lo que el sitio arqueológico que se encontraba al interior de sus terrenos conservó el nombre. Lo que se sabe gracias a la investigación arqueológica es que el sitio en efecto fue incendiado y abandonado. 
Antiguamente se le conocía como Cerro de Los Edificios, Cerro de Chicomoztoc o Cerro de Las Serpientes.

## Historia
Dada la distancia existente entre La Quemada y el centro de Mesoamérica, la zona arqueológica ha sido objeto de distintas interpretaciones por parte de historiadores y arqueólogos, quienes han intentado correlacionarla con distintas culturas.
Algunos han pensado que este lugar pudo ser el legendario Chicomoztoc. Pero se conviene que, en términos generales, la región ofrecía recursos naturales abundantes por lo que debió ser ocupada o habitada por diversos grupos nómadas a lo largo de varias épocas y durante determinados períodos, en este sentido, aunque no existen pruebas materiales concretas, diversos historiadores y arqueólogos han llegado a considerar que los habitantes de Chicomóztoc o La Quemada tuvo influencia de la cultura desarrollada por los habitantes de Teotihuacán. 
En otra de las suposiciones se ha considerado que fue una parte del Señorío del Pueblo Tolteca que fungía como bastión contra chichimecas intrusos, y más tarde se convirtió en un sitio Caxcán o, simplemente, en capital de todos los grupos indígenas asentados al norte del río Grande de Santiago.
En 1615, Fray Juan de Torquemada identificó a La Quemada con uno de los lugares visitados por los mexicas durante su migración hacia la cuenca de México, donde dejaron ancianos y niños. 
Francisco Javier Clavijero, en 1780, asoció este lugar con Chicomoztoc, donde los mexicas permanecieron nueve años durante su viaje al Anáhuac. Esta especulación dio paso a la tradición popular que identifica a La Quemada con el lugar mítico llamado “Las Siete Cuevas”. Los trabajos arqueológicos efectuados en esta zona, a partir de la década de los ochenta, han permitido precisar que La Quemada se desarrolló entre 300 y 1200 d. C. (periodos Clásico y Posclásico Temprano) y que fue contemporánea a la cultura Chalchihuite, caracterizada desde los primeros siglos de nuestra era por una intensa actividad minera. 
La Quemada, Las Ventanas, El Ixtépete, varios asentamientos mayores en Los Altos de Jalisco y el centro norte de Guanajuato formarían una red de intercambio vinculada a Teotihuacán (350-700 d. C.), que se extendía desde el norte de Zacatecas hasta la cuenca de México.
Es posible que los nexos establecidos por los teotihuacanos se dieran con las élites locales de los centros ceremoniales de dicha red o bien por la alianza de varios intermediarios locales o porque pequeños grupos de mercaderes teotihuacanos, residentes en esos centros, eran quienes aseguraban el flujo de los diversos recursos y productos, como minerales, sal, conchas, plumas, obsidiana, peyote, entre otros.
Entre 700 y 1100 d. C. La Quemada ya no participaría en esa red, sino que, como lugar dominante del intercambio a nivel regional, comenzó a competir con algunos sitios aledaños. Es durante este tiempo que el sitio adquirió un carácter defensivo, evidencia de ello es la construcción, sobre el flanco norte del lugar, de una muralla de aproximadamente cuatro metros de altura por cuatro metros de ancho, así como la cancelación de dos escalinatas dentro del conjunto monumental con el propósito de restringir la circulación.
Por las huellas de incendio que se han encontrado en varias partes del sitio se infieren horrorosas marcas de violencia.

## La zona arqueológica

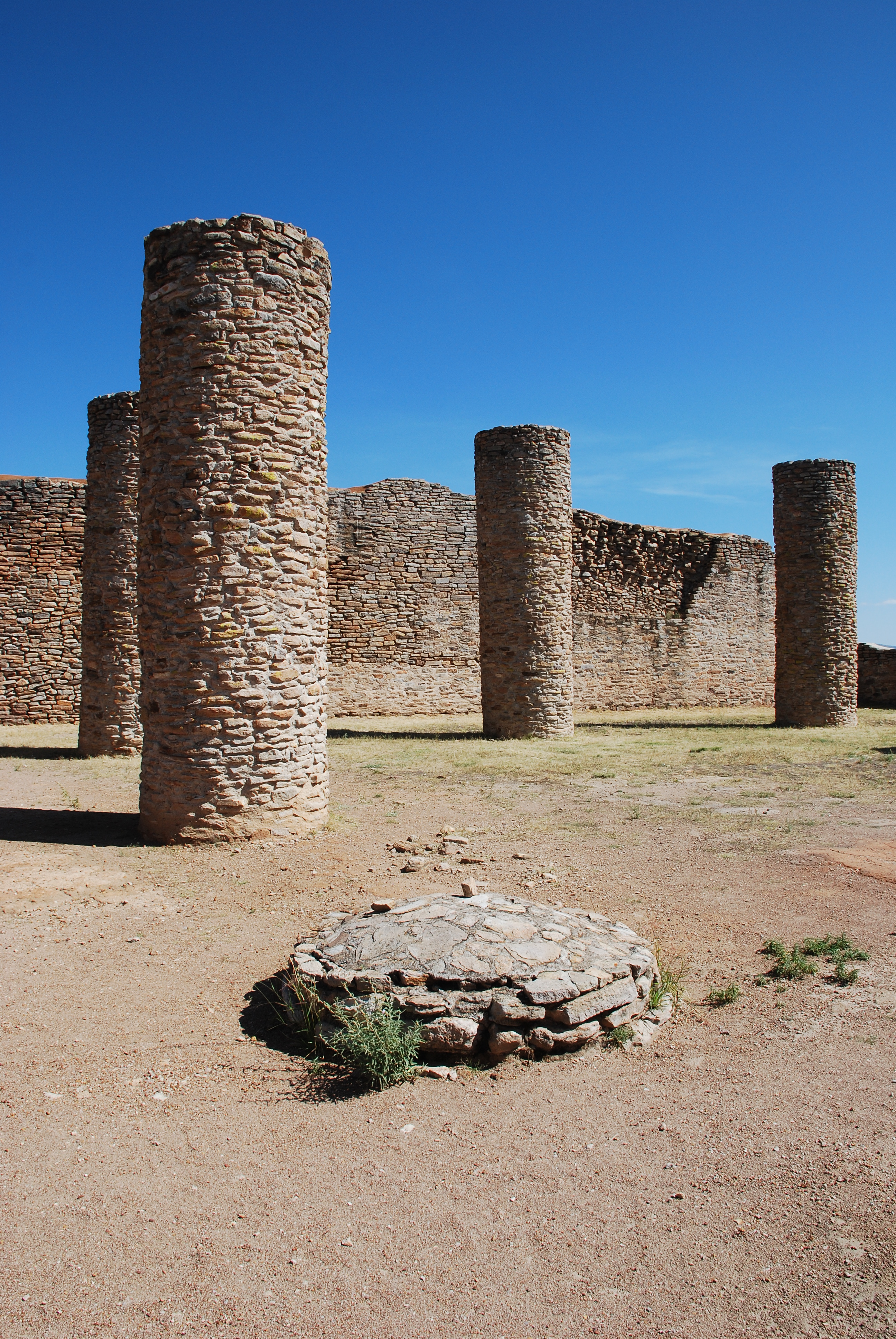
Columnas de antiguo edificio de La Quemada.

La Quemada se compone de numerosas plataformas de mampostería de distintas dimensiones y adosadas al cerro que funcionaron como basamentos para las estructuras superiores. Sobre los costados sur y sureste de esa elevación se encuentra una alta concentración de edificaciones de índole ceremonial, varias de las cuales son complejos de plataformas patio-hundido y altar-pirámide, un atributo arquitectónico típicamente mesoamericano.
Sobre el costado poniente se hallan múltiples plataformas o terrazas que, al parecer, corresponden a estructuras habitacionales más que a ceremoniales. Todos los elementos arquitectónicos de La Quemada están construidos con lajas de riolita, extraídas de la loma que se observa hacia el noreste de la Pirámide Votiva.
Para unir las lajas se empleó un mortero compuesto de arcilla y fibra vegetal que con el paso del tiempo se erosiona, lo que provoca el deterioro de los muros. Sobre esta mampostería fueron aplicados varios aplanados de barro y un encalado pulido, hoy en día únicamente se observan pequeñas secciones del acabado original.
Los estudios realizados hasta ahora permiten determinar que el conjunto monumental que se conserva fue construido en distintas épocas. Sabemos que en el núcleo de mampostería de la zona arqueológica existen edificaciones anteriores, cubiertas por los rellenos de etapas constructivas posteriores.
Si se considera a la totalidad de los elementos, desde las extensas calzadas y los numerosos sitios menores vinculados por ellas a La Quemada, esta es una zona arqueológica singular en el mosaico de sitios mesoamericanos.

## Estructuras
Existen tres estructuras principales: La Ciudadela, amurallada al norte de 800 m (largo), 4 m de ancho y 6 m de altura; El Palacio, al centro del cerro y El Templo al extremo sur.

### Salón de las Columnas
Estructura que mide 41 por 32 metros, es posible que su altura tuviera más de cinco metros. Tiene once columnas internas que probablemente soportaban un techo. Se desconoce su uso original. Sobre la base de trabajos de gran investigación previos, se considera que tuvo propósitos ceremoniales, relacionados con sacrificios humanos.

#### Calzada Menor
Consiste en una explanada de 400 metros, desde la plaza del Salón de las Columnas; aquí empiezan varios caminos menores, hacia el valle de Malpaso. Esta calzada y otros caminos tuvieron muros de cerramiento lateral, construidos con piedra (lajas y cantos rodados); el área fue nivelada con lajas y pavimentada con arcilla y piedras pequeñas. Además existen restos de altares. De acuerdo con INAH hay más de 170 kilómetros de caminos interconectando esta zona con otros lugares arqueológicos.

### Juego de pelota
Edificio mesoamericano, fue construido sobre una plataforma de 70 por 15 metros, tiene la típica forma de letra “I”. Cuenta con anchos muros laterales (2.70 metros) y se supone que tuvieron entre tres y cinco metros de altura. Como en casi todas las zonas arqueológicas de México, aquí también ha habido vandalismo.

### Pirámide votiva
Alto edificio (10 metros de altura), tiene taludes inclinados (ver foto principal). El antropólogo nacido en Cuitzeo José Corona Núñez (1906-2002) encontró (1995) restos de una escalinata sobre el lado sur. Las partes media y superior de esos restos se cayeron. Se piensa que sobre el edificio hubo un templo.

### Escalinata
La escalinata se encontró 30 m al oeste de la Pirámide Votiva, y se piensa que fue el acceso principal a niveles más altos. Fue construida en varias etapas: la primera que llegaba a un descanso a la mitad del edificio, pudo ser redonda; la segunda, habría estado entre el descanso y un segundo piso, posiblemente relacionado con una doble escalinata hacia el tercer piso.

### Otras plataformas
Existen muchas plataformas o terrazas, se piensa que fueron áreas habitacionales; 25 de ellas posiblemente fueron construidas alrededor del año 650 d. C.

### Muralla
Rodea la parte norte a La Ciudadela, además cubre el perímetro de la zona, tiene 4 m de altura y 3 m de grueso. Se cree que su construcción ocurrió cerca del ocaso de La Quemada.

### Ciudadela
Se ubica en la parte más alta de la zona. Se han identificado edificios, posiblemente ceremoniales y de defensa.

### El Cuartel
Esta estructura probablemente tenía viviendas. La página web de referencia muestra fotos. El techo se incendió y se cayó.

### Pirámide de los Sacrificios
Estructura y terraza 18. Se piensa que se hacían sacrificios humanos a los dioses. Presumiblemente de doncellas bonitas y niños (fotos en la página web de referencia, cortesías de Ricardo Espejel).

## Museo de Sitio
Este museo tiene datos sobre la evolución de la región e incluye una maqueta y videos de este y otros asentamientos prehispánicos en Zacatecas. (Loma San Gabriel y Chalchihuites).